# Svinárky
Svinárky (německy Swinarek) je historická osada, část královéhradecké čtvrti Svinary, která se nachází na pravé straně řeky Orlice. Vede tudy silnice I/11 směrem na Třebechovice pod Orebem.

## Historie
Oblast byla obývána již v prehistorickém období. Důkazem toho jsou archeologické nálezy slezskoplatěnické kultury, především bronzové předměty.
První písemná zmínka o Svinárkách se objevuje v roce 1547, když je císař zkonfiskoval Hradci Králové a předal Janovi z Pernštejna. Následující rok je koupil Aleš Rodovský z Hustířan a po jeho smrti se stal vlastníkem jeho bratr Mikuláš. Synové Mikuláše (Natanael, Aleš, Martin a Bavor) ves v roce 1559 prodali Bohušovi Hrušovskému z Hrušova. Jeho potomci pak Svinárky 17. září 1563 prodali Mikuláši Bořkovi mladšímu z Dohalic a roku 1576 je získal Zikmund Mladota ze Solopisk a na Nevraticích, který je vlastnil až do své smrti v roce 1589. Neměl ale děti a pozůstalost se stala předmětem sporu mezi jeho bratry a dalšími dědici. Celou Slatinu společně se Svinárkami získal Jiří Mladota ze Solopisk, který je 13. října 1593 prodal Pavlovi Hamzovi Bořkovi ze Zábědovic. Pavel Hamza Bořek ze Zábědovic zemřel v roce 1605 a vychovatelem jeho synů Adama a Jana se stal jeho strýc Myslibor Hamza ze Zábědovic. Až 17. června 1624 se oba bratři o majetek svého otce a strýce rozdělili. Svinárky dostal Jan, který je v roce 1625 vyměnil za majetky na území Světí. Později je však získal zpět a v roce 1631 je prodal Adamu Erdmanovi Trčkovi z Lípy. V následujících letech vesnice velmi často měnila majitele, když po bitvě na Bílé hoře byl majetek Trčky císařem zkonfiskován a v roce 1638 předán plukovníkovi Walterovi Lesliemu.
Tehdy a i později zde bylo jen několik domů, z nichž nejvýznamnějšími byly mlýn Podhůra (první zmínka z roku 1523) a hostinec „U Karla“ (založený v roce 1714). Ale okolí bylo jinak pusté, například mezi vesnicí Věkoše a docela vzdálenými Svinárkami bylo jen několik velkých domů (Markovského, Kocianovského). V roce 1869 zde žilo 283 obyvatel a v roce 1910 šlo o 211 obyvatel.
V letech 1850–1949 se vesnice stala součástí obce Slatina, s níž měla historickou vazbu (1548–1849 byla její osadou). Díky tomu byl v roce 1906 zbudován železný most přes Orlici. Jen komunisté tuto tradici narušili, když v roce 1949 vesnici převedli pod obec Svinary. V důsledku tohoto spojení se její katastrální území zvýšilo z 370 ha na 462 ha. V roce 1960 Svinárky jako osada zmizely z mapy a v roce 1985 se staly spolu se Svinary součástí Hradce Králové.

## Památky
- Historický pískovcový kříž z roku 1896
- Budova hostince „U Karla“ z roku 1714
- Dřevěný domek u domu č. 70 na Podhůrské ulici
- Cihlový domek č. 78 na Podhůrské ulici